# Sheikh Muszaphar Shukor
Sheikh Muszaphar Shukor (Dr Sheikh Muszaphar Shukor Al Masrie bin Sheikh Mustapha; ur. 27 lipca 1972 w Kuala Lumpur) – chirurg ortopeda, pierwszy malezyjski kosmonauta.
Po ukończeniu studiów medycznych na Universiti Kebangsaan Malaysia w Kuala Lumpur rozpoczął pracę w szpitalu uniwersyteckim (Hospital Universiti Kebangsaan Malaysia).

## Kariera astronauty
W lutym 2006 został jednym z 8 finalistów pierwszego naboru kosmonautów Malezji. Miesiąc później był już jednym z czterech kandydatów do lotu, których skierowano na dalsze badania do Moskwy. Na początku sierpnia otrzymał zgodę Głównej Komisji Medycznej na przystąpienie do treningu specjalistycznego. 4 września 2006 premier Malezji – Abdullah Ahmad Badawi – ogłosił, że Sheikh Muszaphar Shukor został jednym z dwóch pretendentów do lotu w kosmos, którzy odbędą szkolenie w Centrum Wyszkolenia Kosmonautów im. J. Gagarina w Gwiezdnym Miasteczku pod Moskwą. Tym drugim szczęśliwcem został Faiz Bin Khaleed. Obaj na początku października 2006 rozpoczęli intensywne przygotowania do lotu na pokład Międzynarodowej Stacji Kosmicznej.
Został przydzielony do pierwszej załogi statku kosmicznego Sojuz TMA-11. W kosmos poleciał razem z Jurijem Malenczenko oraz Peggy Whitson 10 października 2007. Na Ziemię powrócił 21 października na pokładzie Sojuz TMA-10 razem z Fiodorem Jurczichinem i Olegiem Kotowem, którzy zakończyli blisko półroczny pobyt na ISS.
Lot ten doszedł do skutku dzięki porozumieniu między rządami Rosji i Malezji. Na mocy wspomnianego porozumienia Malezja zakupi w Rosji sprzęt wojskowy (samoloty Su-30) na sumę 975 milionów dolarów, a Rosja wyśle w kosmos pierwszego malezyjskiego astronautę.
Stowarzyszenie Uczestników Lotów Kosmicznych (Association of Space Explorers) przyznało mu Universal Astronaut Insignia za lot orbitalny (nr 461).

## Wykaz lotów
| Loty kosmiczne, w których uczestniczył Sheikh Muszaphar Shukor           | Loty kosmiczne, w których uczestniczył Sheikh Muszaphar Shukor | Loty kosmiczne, w których uczestniczył Sheikh Muszaphar Shukor | Loty kosmiczne, w których uczestniczył Sheikh Muszaphar Shukor | Loty kosmiczne, w których uczestniczył Sheikh Muszaphar Shukor | Loty kosmiczne, w których uczestniczył Sheikh Muszaphar Shukor | Loty kosmiczne, w których uczestniczył Sheikh Muszaphar Shukor |
| №                                                                        | Data startu                                                    | Statek kosmiczny                                               | Data lądowania                                                 | Statek kosmiczny                                               | Funkcja                                                        | Czas trwania                                                   |
| ------------------------------------------------------------------------ | -------------------------------------------------------------- | -------------------------------------------------------------- | -------------------------------------------------------------- | -------------------------------------------------------------- | -------------------------------------------------------------- | -------------------------------------------------------------- |
| 1                                                                        | 10 października 2007                                           | Sojuz TMA-11                                                   | 21 października 2007                                           | Sojuz TMA-10                                                   | uczestnik lotu kosmicznego                                     | 10 dni 21 godzin 13 minut i 10 sekund                          |
| Łączny czas spędzony w kosmosie — 10 dni 21 godzin 13 minut i 10 sekund. |                                                                |                                                                |                                                                |                                                                |                                                                |                                                                |